# Зарни Ань (ансамбль)
За́рни Ань (коми Золотая баба) — российский ансамбль, исполняющий современную музыку народов коми.
Исполняет музыку в стиле фолк. Произведения основаны на национальных музыкальных мотивах народа Коми, которые коллектив старается очистить от позднейших русских заимствований и по максимуму приблизить к языческим финно-угорским первоистокам. Штаб-квартира в Сыктывкаре.

## Состав
- Бурдин, Михаил — народный артист Республики Коми
- Бурдина, Любовь
- Тимушева, Наталья

## Награды
- Главный приз XII Республиканского конкурса современной коми песни «Василей-2005»